# Écaillon
 Écaillon  es una comuna y población de Francia, en la región de Norte-Paso de Calais, departamento de Norte, en el distrito de Douai y cantón de Douai Sur.
Su población en el censo de 1999 era de 2004 habitantes. Forma parte de la aglomeración urbana de Valenciennes.
Está integrada en la Communauté de communes Cœur d'Ostrevent.

## Demografía
| 1717 | 1644 | 1544 | 1825 | 2007 | 2004 |
| Para los censos de 1962 a 1999 la población legal corresponde a la población sin duplicidades (Fuente: INSEE [Consultar]) |      |      |      |      |      |